# Menzel Temime
Menzel Temime (arabisch منزل تميم, DMG Manzil Tamīm)  ist eine Stadt im Nordosten Tunesiens, an der südöstlichen Küste der Halbinsel Kap Bon. Menzel Temime bildet sowohl eine Delegation als auch eine Stadt; beide sind dem Gouvernement Nabeul zugeordnet.
Die Gemeinde Menzel Temime wurde durch Dekret vom 19. Februar 1921 gegründet, wobei das Gemeindegebiet eine Fläche von 25.000 Hektar umfasst. Die Gemeinde hat 56.715 Einwohner (Stand 2014).
Die Stadt wurde im 11. Jahrhundert von Moez ibn Temmime gegründet. Die Stadt fußt auf einer Siedlung der  Normannen.

## Wirtschaft
Menzel Temime ist ein bedeutender Wirtschaftsstandort, vor allem der Lebensmittelindustrie (Konserven und alkoholfreie Getränke) und der Textilindustrie (Kleidung, Schuhe und Strumpfwaren). Es ist ein Zentrum der Produktion von Erdnüssen, Tomaten und vor allem Paprika, die im August und September in der Sonne getrocknet oder über Olivenholz geräuchert werden. Auch für seine Strände bekannt und es hat den größten Wochenmarkt des Landes.

## Söhne und Töchter der Stadt
- Mahmoud Tounsi (1944–2001), Politiker
- Wissem Hmam (* 1981), Handballspieler
- Wissem Naouali (* 1983), Fußballtorhüter
- Rami Hmam (* 1998), Handballspieler